# Alexander Graf Lambsdorff
Alexander Graf Lambsdorff, nume complet: Alexander Sebastian Léonce von der Wenge Lambsdorff (n. 5 noiembrie 1966, Köln), este un om politic german, membru al Parlamentului European din partea Germaniei din anul 2004.
Conte Alexander Lambsdorff este lider al Partidului Democrat Liberal in Germania din 2014.